# Вацлавув (Слупецький повіт)
Вацлавув (пол. Wacławów) — село в Польщі, у гміні Льондек Слупецького повіту Великопольського воєводства.
Населення — 213 осіб (2011).
У 1975-1998 роках село належало до Конінського воєводства.

## Демографія
Демографічна структура станом на 31 березня 2011 року:
|          | Загалом | Допрацездатний вік | Працездатний вік | Постпрацездатний вік |
| -------- | ------- | ------------------ | ---------------- | -------------------- |
| Чоловіки | 100     | 21                 | 67               | 12                   |
| Жінки    | 113     | 24                 | 64               | 25                   |
| Разом    | 213     | 45                 | 131              | 37                   |